# Планинска стърчиопашка
Планинската стърчиопашка (Motacilla cinerea) е дребна пойна птица, срещаща се и в България.

## Разпространение
Среща се най-често покрай потоци, езера и мочурливи ливади високо в планините. Прави си гнездо в дупки между камъните и цепнатини на планини.

## Начин на живот и хранене
Гнездовият период започва праз май и началото на юни. Гнездото си прави в дупки по бреговете между камъни, цепнатини на скали. Изградено е от трева, листа, мъх и коренчета, а от вътре е обилно застлано с косми. Женската снася 4-6 жълтеникави яйца, изпъстрени с дребни ръждиви петна и точици. Тя мъти яйцата две седмици. Малките напускат гнездото след 14 дни. През това време женският и мъжкият ги хранят. Отглежда по едно поколение годишно.
Планинската стърчиопашка се храни с насекоми и техните ларви, които събира по бреговете и плитките потоци.
В сравнение с другите стърчиопашки (Бяла, жълта и др.) тя има най-дългата опашка и най-късите крака. Сивите гръб, глава и черната шия контрастират с жълтия корем и правят птицата лесна за определяне. Може да се сбърка с жълтата стърчиопашка, която обаче има кафеникаво зелен гръб, жълта шия и черна глава. Често движи опашката си нагоре–надолу.
- Планинска стърчиопашка в Белгия.
- Млада птица през пролетта в Англия
- Мъжки (Хималаи, Индия)
- В „брачно“ оперение на 2000 метра надморска височина в Индия
- В „брачно“ оперение в Индия
- Планинска стърчиопашка в Индия
- Планинска стърчиопашка в Индия
- Възрастен през пролетта в Англия